# Михаило Кутлија
Михаило Кутлија био је српски иконописац из XIX века.
Михаило Кутлија је живео и радио у првој половини 19. века у Јасеновцу. 1839. насликао је велику икону светог Јована Крститеља по поруџбини из Осијека.